# 艾兴贝格 (希尔德堡豪森县)
艾兴贝格（德語：Eichenberg）是德国图林根州的市镇，隶属于希尔德布格豪森县。总面积为4.5平方千米，截至2023年12月31日总人口为159人。